# 알랭 쿠리올
알랭 쿠리올(프랑스어: Alain Couriol, 1958년 10월 24일, 일-드-프랑스 지방 파리 ~)은 프랑스의 전직 프로 축구 선수로, 현역 시절 스트라이커로 활약했다.
그는 프랑스 국가대표팀 경기에 12번 출전하여 2골을 기록했고, 1982년 월드컵에도 참가했는데, 프랑스는 이 대회를 4위로 마감했다. 그는 알리칸테에서 벌어진 폴란드와의 3위 결정전에서 득점을 기록했지만 2-3 패배를 막지 못했다. 그가 득점한 또다른 경기는 파리에서 열린 북아일랜드와의 1982년 3월 경기였다.
현역 시절, 그는 비시(1978–1979), 모나코(1979–1983), 파리 생-제르맹(1983–1989), 툴롱(1989–1990), 그리고 생 드니 생 뢰(1990–1991)에서 활약했다.